# Rhododendron tubiforme
Rhododendron tubiforme är en ljungväxtart som beskrevs av H.H. Davidian. Rhododendron tubiforme ingår i släktet rododendron, och familjen ljungväxter. Inga underarter finns listade i Catalogue of Life.